# Olgierd Buczek
Olgierd Buczek (ur. 11 maja 1931 w Warszawie, zm. 28 marca 2021) – polski piosenkarz. 

## Życiorys

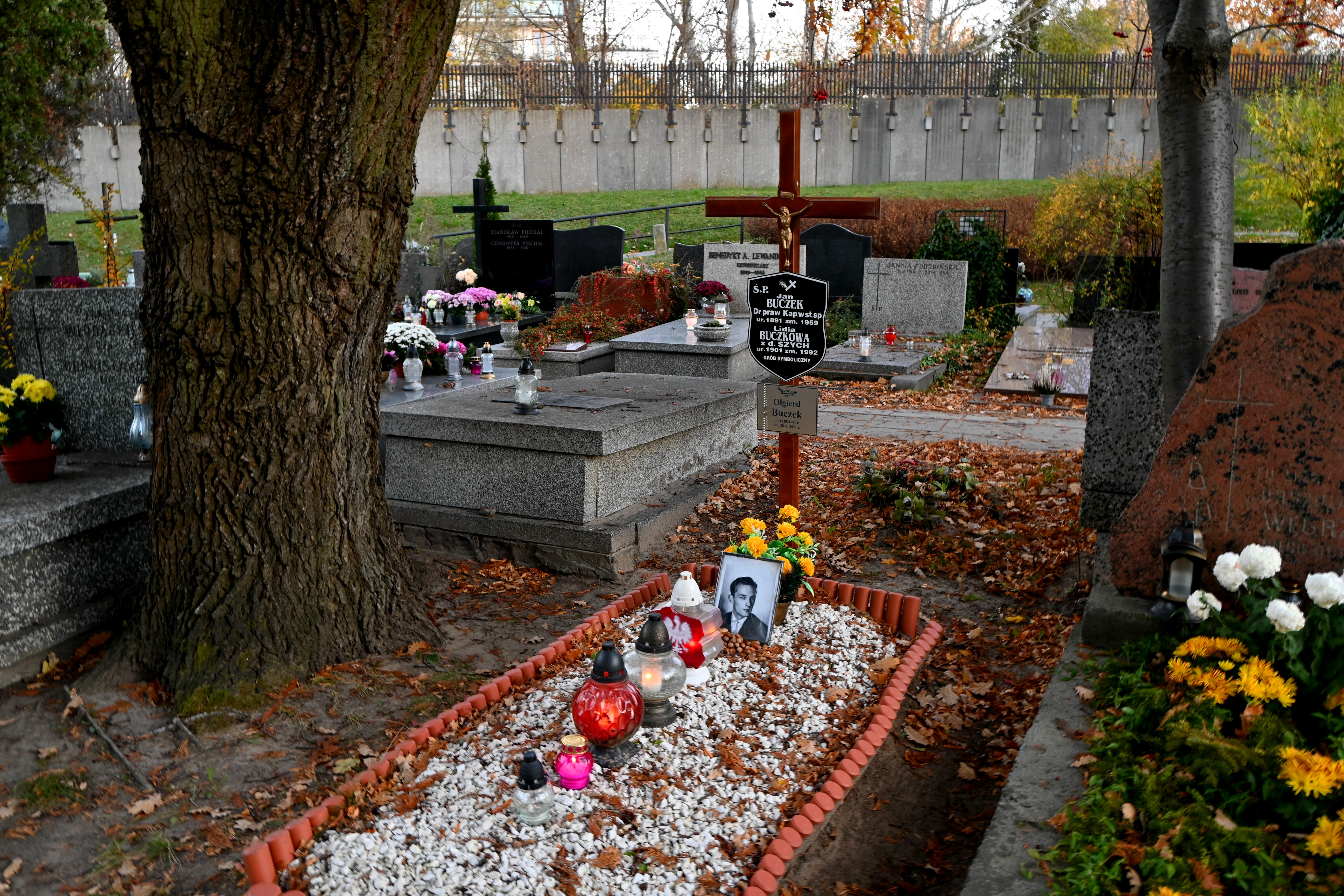
Grób piosenkarza Olgierda Buczka na Cmentarzu Wojskowym na Powązkach w Warszawie

Ukończył Średnią Szkołę Muzyczną w Gdańsku (Wydział Wokalny). Podczas występów w Gdańsku Operetki Warszawskiej został zaproszony do współpracy przez jej dyrektora Tadeusza Bursztynowicza, przenosząc się do Warszawy (z powodu utrudnień meldunkowych mieszkał w Wołominie, skąd dojeżdżał do pracy przy ul. Puławskiej). Od 1956 roku, po odkryciu go przez Władysława Szpilmana, współpracował z Polskim Radiem przy nagraniach archiwalnych. Występował na pierwszych Festiwalach Piosenki w Opolu (w latach 1963, 1964, 1965), a także podczas Międzynarodowego Festiwalu Piosenki w Sopocie w 1963 roku, wykonując piosenkę Wieczorna fajka. 
Śpiewał m.in. takie przeboje, jak: Za późno, Oczy czarne, Czy Pani mieszka sama?, Warszawski dorożkarz, Mademoiselle, Nie trzeba słów (z orkiestrą Kazimierza Turewicza). Wykonał piosenkę Co nas obchodzi w komedii Stanisława Barei Mąż swojej żony z 1960 roku na podstawie sztuki Jerzego Jurandota pt. Mąż Fołtasiówny. Występował także w NRD, ZSRR i Czechosłowacji. 
Związany z warszawską dzielnicą Targówek, gdzie mieszkał do śmierci.
Pochowany na cmentarzu Powązki Wojskowe w Warszawie (kwatera K-3-46). 

## Wybrane utwory
- Warszawski dorożkarz (muz. Witold Lutosławski pod pseudonimem Derwid – sł. Jerzy Miller)
- Nie trzeba słów (muz. Władysław Szpilman – sł. Ludwik Starski)
- Mademoiselle (muz. Władysław Szpilman, sł. Jan Gałkowski)
- W sobotę wieczorem (muz. Adam Markiewicz, sł. Roman Sadowski)
- Za późno (muz. Zygmunt Karasiński, sł. Jerzy Ryba)
- Oczy czarne (muz. Artur Gold, sł. Marian Hemar)
- Czy Pani mieszka sama? (muz. Zygmunt Karasiński, sł. Andrzej Włast)
- Księżyc nad Tahiti (muz. Nacio Herb Brown, sł. Julian Tuwim)
- Mój cały świat (muz. Romuald Żyliński, sł. Zbigniew Kaszkur)
- Irena (muz. Zygmunt Białostocki, sł. Walery Jastrzębiec-Rudnicki)
- Co nas obchodzi (muz. Marek Sart, sł. Jerzy Jurandot) – z filmu Mąż swojej żony z 1960 roku